# Теодор Куфос

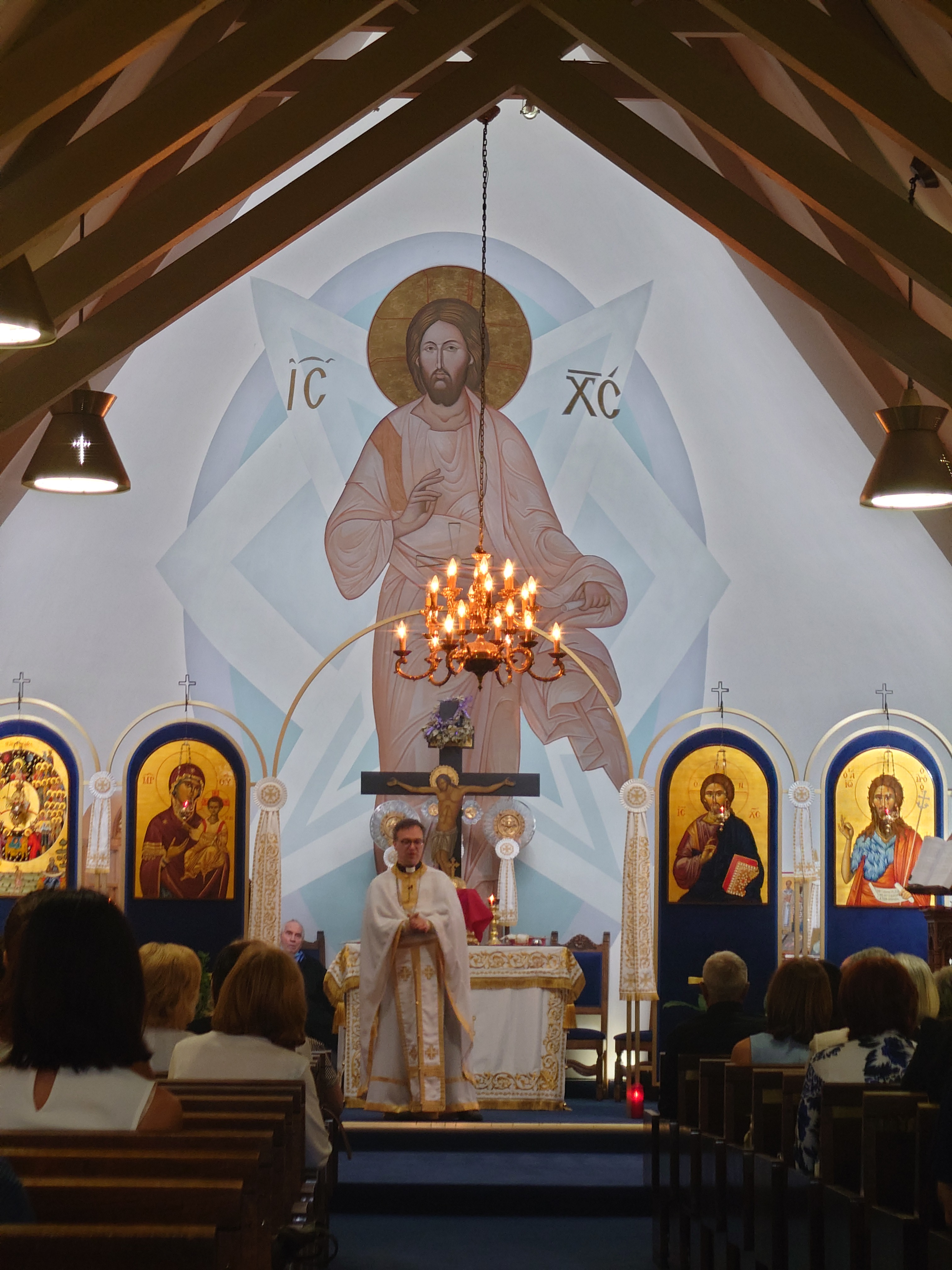
Іконографія у Грецькій православній церкві усіх святих у Торонто, де служив Куфос

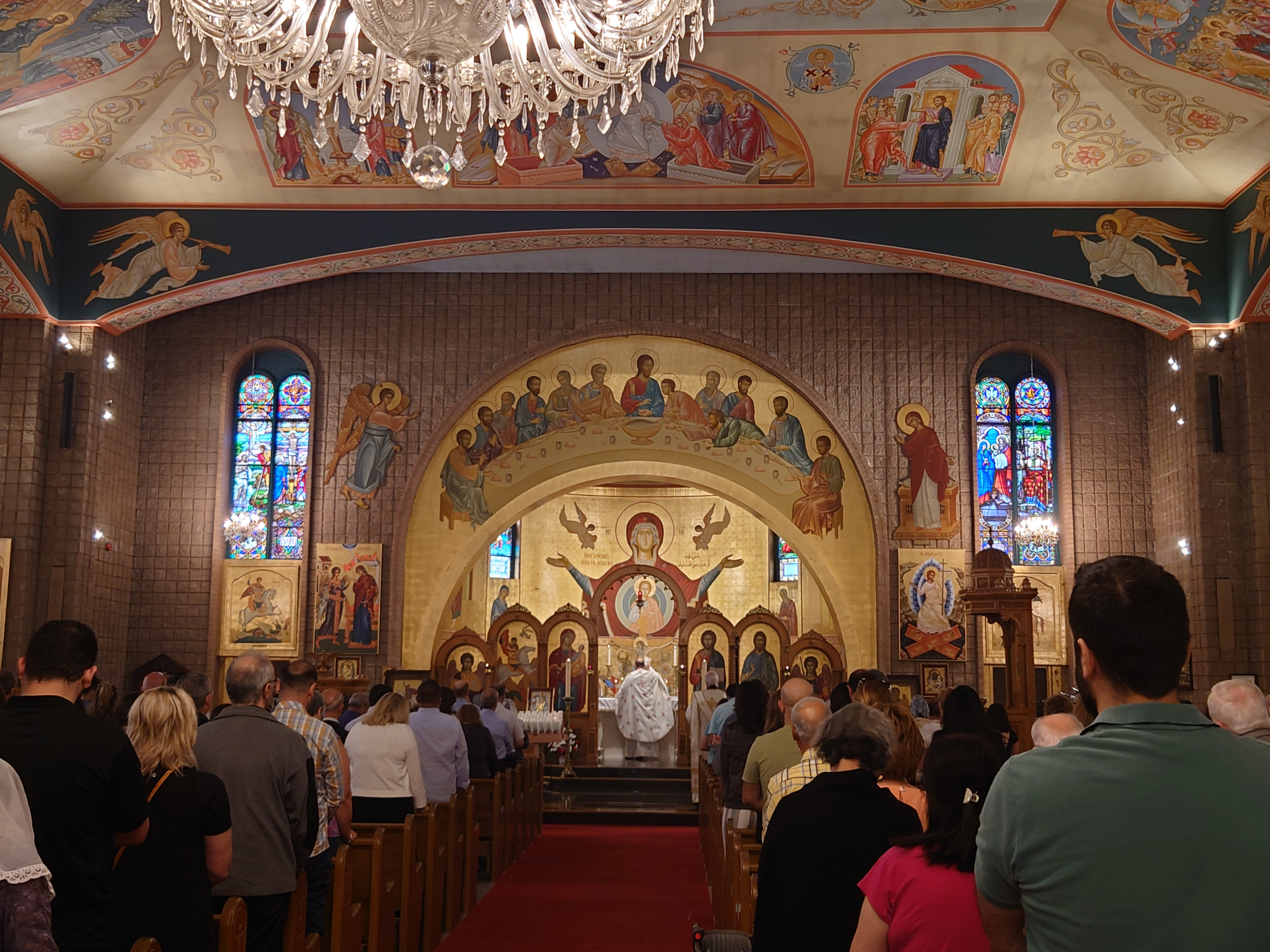
Іконографія в Антіохійській православній церкві Святого Юрія у Річмонд-Гілл, де служив Куфос

Теодор Куфос (Theodore Koufos; 15 грудня 1940, Бостон, Массачусетс, США — 2 березня 2021, Торонто, Канада) — американський іконописець, священник. Проживав у Торонто. Розписав багато православних і греко-католицьких церков у США і Канаді.
Похований на цвинтарі Маунт-Плезент.
Куфосу присвячений документальний фільм Imago Dei (2014).
Його ідентичний брат-близнюк — архімандрит Філіп Куфос (Philip Koufos).

## Роботи
- Іконопис у церкві Святого Архангела Михаїла, Велланд.[6]
- Іконографія собору Святого Івана Хрестителя, Вашингтон.[2]
- Іконографія у Миколаївській антіохійській православній церкві, Гранд-Рапідс.[7][8]
- Іконопис у Візантійській католицький церкві Святого Архангела Михаїла, Піттстон.[9]